# Work of Art
Singles de Demi Lovato
Me, Myself & Time
Pistes de Sonny
'How We Do This'How Come Down with Love
Work Of Art est une chanson et un single écrit et interprété par Demi Lovato. C'est le quatrième single officiel de la Bande Originale de la série Sonny. Il est apparu pour la première fois sur Disney Channel le 1er octobre 2010. Demi Lovato a précisé lors d'une interview que c'était sa chanson préférée de la bande originale et le basketteur Shaquille O'Neal a précisé être fan de cette chanson.